# Cantó de Murvièlh

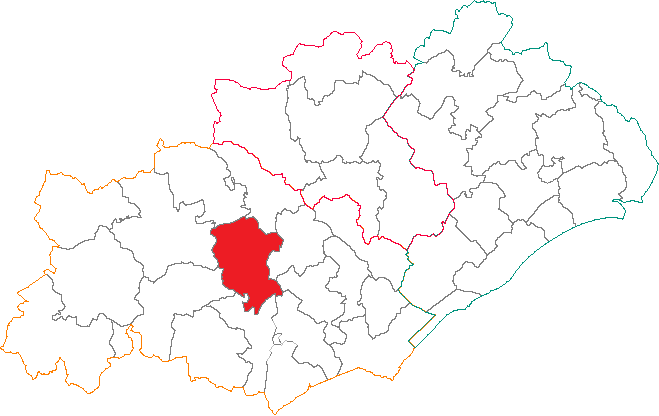
El cantó de Murviel a l'Erau

El cantó de Murvièlh és un cantó francès del departament de l'Erau, a la regió del Llenguadoc-Rosselló. Forma part del districte de Besiers, té 11 municipis i el cap cantonal és Murvièlh.

## Municipis
- Autinhac
- Cabrairòlas
- Caussinuòjols
- Causses e Vairan
- Laurenç
- Murvièlh
- Palhièrs
- Puègmiçon
- Sant Ginièis
- Sant Nasari de las Avelhanas
- Tesan de Besièrs